# Black Devil
Black Devil er et cigaretmærke fra Holland, der bliver produceret af Heupink & Bloemen.. Cigaretterne er sorte, både filteret og papiret.
De kan ikke købes i Danmark, men de fås bl.a. i Sverige, Tyskland, Litauen og Holland.
De er lanceret i mange forskellige smagsvarianter, her er 3 af dem:
| Navn:                         | Længde:        | Tjære/Nikotin/Kulilte: | År:  |
| ----------------------------- | -------------- | ---------------------- | ---- |
| Black Devil Special Flavour   | Kingsize(84mm) | 10mg/0.8mg/10mg        | 2007 |
| Black Devil Chocolate Flavour | Kingsize(84mm) | 10mg/0.8mg/10mg        | 2008 |
| Black Devil Rose Flavour      | Kingsize(84mm) | 10mg/0.8mg/10mg        | 2009 |